# Columna de Vinogradski
La columna de Vinogradski (o Winogradsky) és un dispositiu simple que permet el cultiu d'una gran diversitat de microorganismes i que, com el seu nom indica, va ser un invent de Serguei Vinogradski .
L'aparell consisteix en una columna plena d'aigua i fang amb una font de carboni orgànic (paper de diari, serradures, carn ...) i una altra de sofre (típicament sulfat de calci). Incubant aquesta columna sota llum solar durant mesos, es forma un gradient d'oxigen i un altre de sulfurs, que determinen una àmplia varietat d'ambients en què es disposen diferents espècies de microorganismes (algues, cianobacteris, Clostridium, Desulfovibrio, Chlorobium, etc.) .

## Generalitats
Tota la vida sobre la Terra podria classificar-se en funció de les fonts de carboni i energia de les quals depèn cada organisme: l'energia es pot obtenir de reaccions lluminoses (fotòtrofs) o d'oxidacions químiques (a partir de compostos orgànics o inorgànics); el carboni per a la síntesi cel·lular pot obtenir del CO2 (autòtrofs) o de compostos orgànics preformats (heteròtrofs). Combinant aquestes categories tindrem les quatre estratègies bàsiques dels éssers vius: fotoautòtrofs (plantes), quimioheteròtrofs (animals, fongs), fotoheterótrofos i quimioautótrofos. Només entre els bacteris es poden trobar aquestes quatre estratègies bàsiques de la vida.

## Funcionament general
La columna de Winogradsky és una demostració clàssica de com els microorganismes ocupen "microespais" altament específics d'acord amb les seves toleràncies mediambientals i les seves necessitats vitals (requeriments de carboni i energia) i que, a més, il·lustra com diferents microorganismes desenvolupen els seus cicles, i la interdependència que arriba a existir entre ells (les activitats d'un microorganisme permet créixer a un altre i viceversa). Aquesta columna és un sistema complet i autònom de reciclatge, mantingut només per l'energia de la llum.
La columna s'enfoca sobretot al cicle del sofre, però es podria desenvolupar igualment la reproducció d'altres cicles biogeoquímics equivalents per nitrogen, carboni i altres elements.
El muntatge consta d'un cilindre ample de vidre que s'omple amb fangs rics en matèria orgànica fins a 1/3 del seu volum. S'afegeixen restes orgàniques de diferent origen (tires de paper de diari, serradures, restes d'arrels de plantes, carn picada, etc). S'afegeix a la barreja un suplement compost de CaSO 4 i CaCO 3 (que actuen com a font de sulfat i tampó respectivament). La barreja, ben ajustada perquè no quedin bombolles d'aire, es cobreix amb aigua procedent d'un llac, estany, séquia (o alguna font similar), es cobreix amb paper d'alumini i es deixa en una finestra on rebi la llum del sol. Al llarg de la columna es desenvolupen diversos organismes.

## Microorganismes implicats
A la zona inferior de llots creixen organismes que desenvolupen processos fermentatius que produeixen alcohol i àcids grassos com a subproductes de la seva metabolisme. Aquests productes de "rebuig" són al seu torn el substrat per al desenvolupament de bacteris reductors de sulfat. Com a resultat s'alliberen sulfurs que difonen a la zona superior oxigenada creant un gradient en el qual es desenvolupen bacteris fotosintètics que utilitzen el sofre. Per sobre d'aquesta zona poden desenvolupar-se les bacteris porpra que no utilitzen el sofre. Cianobacterias i algues creixen a la part superior i alliberen oxigen que manté aeròbia aquesta zona.